# Lars Ivarsson Fleming

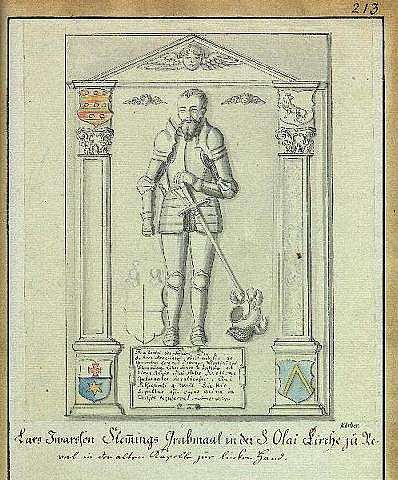
Lars Ivarsson Fleming, Grabmal, Olaikirche, Reval, nach Johann Christoph Brotze

Lars Ivarsson Fleming (* zwischen 1520 und 1525; † 27. Februar 1562 in Reval) war ein schwedischer Staatsmann.

## Leben

### Herkunft und Familie
Er war Angehöriger des schwedischen Adelsgeschlechts Fleming, seine Eltern waren Ivar Joakimsson († 1548) und Märta Gottskalksdotter. 1549 vermählte er sich mit Brita Larsdotter († nach 1571). Aus der Ehe gingen der Sohn Ivar (1553–1569) und die Tochter Elin († 1586), ⚭ 1574 Claes Nilsson Bielke (1544–1623), hervor.

### Werdegang
Fleming war Freiherr von Nynäs und Herr auf Sundholm. 1540 studierte er in Deutschland. Er war 1553 Gesandter am dänischen Hof in Kopenhagen, 1555 Delegierter für Verhandlungen mit den livländischen Orden in Åbo 1555 sowie von 1555 bis 1556 Gesandter für Reval. Ebenfalls 1556 wurde Fleming Gouverneur von Viborg und war Admiral über die nach Reval entsandte Flotte, erhielt schließlich die Stellung als Häradshövding auf Åland. Er war 1559 Kommandant von Stockholm und nahm als Reichsrat an den Reichstagen in Stockholm (1560) sowie in Arboga (1561) teil. Am 24. Januar 1561 wurde Fleming Lagman in Söderfinland und war seit August 1561 erster schwedischer Gouverneur in Reval. Er starb an der Pest.